# François d'Avrange d'Haugéranville
François d'Avrange d'Haugéranville, né le 4 novembre 1745 à Saint-Avold, (duché de Lorraine, aujourd'hui dans le département de la Moselle), mort le 29 octobre 1823, est un général français de la Révolution et de l’Empire.

## Biographie
François d'Avrange d'Haugéranville entre comme volontaire dans les gendarmes de la garde du Roi le 5 février 1756, et sert depuis cette époque, avec l'autorisation du Maréchal-Prince de Soubise, en qualité de volontaire au régiment d'Angoumois-infanterie, quoique comptant toujours dans le corps des gendarmes de la garde.
Il fait avec le régiment d'Angoumois les campagnes de Hanovre de 1757 à 1760, celles de 1761 et 1762 en Allemagne, avec le corps de la gendarmerie, et fut employé aux colonies de 1763 à 1767 avec le régiment d'Angoumois.
Aide de camp du lieutenant-général d'Ennery pendant les campagnes de 1768 et 1769, en Corse, il passe comme porte-drapeau dans le régiment d'Angoumois le 29 juillet 1771. Chargé de la caisse de ce corps le 9 juillet 1772, il devient quartier-maître-trésorier le 16 juin 1776, obtient le grade de premier lieutenant le 10 octobre 1778, et reçoit la commission de capitaine au régiment Royal-Roussillon, avec 800 livres de pension le 2 décembre suivant.
Major des gardes de la porte du Roi le 8 avril 1779, avec rang de lieutenant-colonel, puis de colonel, il a le commandement de ce corps à la cour, et celui des hôtels et résidences du roi.
Avrange épouse le 22 juin 1779, en la chapelle de l'Hôtel de la Guerre (Versailles, paroisse Saint-Louis), Thérèse (septembre 1760 - Versailles † 1827), fille de Jean-Baptiste Berthier (1721-1804), ingénieur-géographe et sœur des Prince de Neuchâtel et Comte de Berluy. Ensemble, ils ont François Charles Jean Pierre Marie, baron d'Avrange d'Haugéranville et de l'Empire.
Le 21 octobre 1786, il reçoit des lettres de confirmation du titre de comte, et est réformé à la suppression des gardes de la porte le 1er octobre 1787.
Ses services distingués lui ont valu en différentes occasions plusieurs pensions annuelles sur le ministère de la Guerre et de la maison du roi, outre celle de 2 000 livres qu'il touche sur les fonds de l'ordre de Saint-Louis, dont il est chevalier depuis le 26 décembre 1784.
Maréchal-de-camp le 1er mars 1791, il demeure sans emploi jusqu'au 9 ventôse an VIII, époque à laquelle il est nommé inspecteur aux revues, employé dans la 26e division militaire, et chargé en même temps du service de l'armée gallo-batave.
Inspecteur aux revues de la garde des consuls en l'an IX, il passe en la même qualité dans la 15e division militaire en l'an X, et est chargé en outre du service de la 1re division militaire le 17 pluviôse an XII. Membre de la Légion d'honneur le 4 germinal de cette dernière année, il réunit aux deux services dont il est déjà chargé celui d'inspecteur en chef de l'armée du Nord, auquel le prince Louis-Napoléon le nomme le 27 brumaire an XIV.
Licencié le 13 janvier 1806, avec une partie de l'armée du Nord, il reprend ses fonctions d'inspecteur dans la 1re division militaire, est chargé de nouveau du service des 1re et 15e divisions le 1er mai 1812, et se démet de ses fonctions le 28 novembre 1814.
Admis à la retraite le 18 octobre 1820, il est mort le 29 octobre 1823.

## Armoiries
| Figure | Blasonnement                                                                                                  |
|        | Armes du comte d'Avrange d'Haugéranville D'azur, au chevron brisé d'or, accompagné de trois besants du même., |